# John Stowell

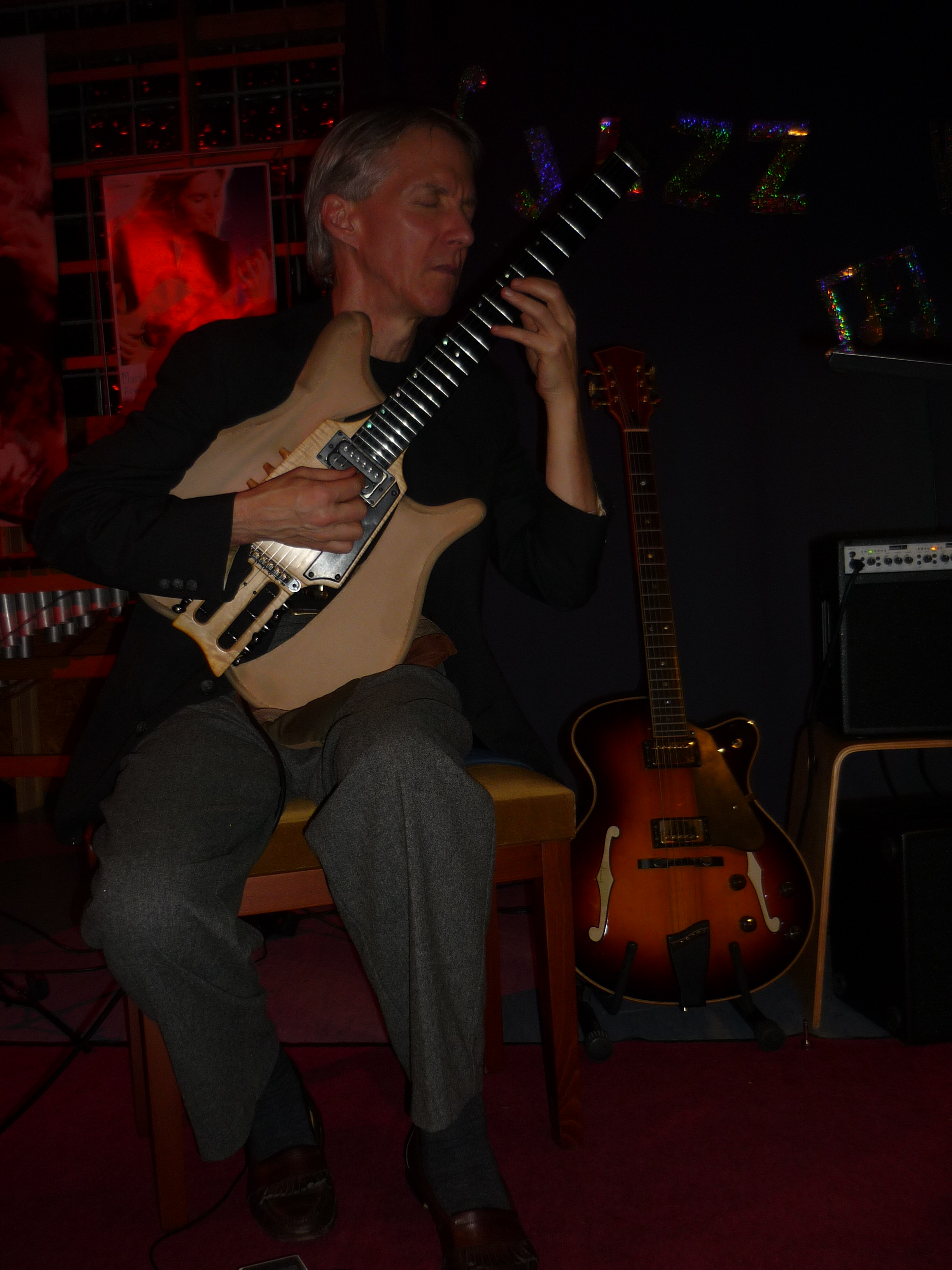
John Stowell bei einem Konzert in Bad Marienberg (2010)

John Stowell (* 30. Juli 1950 in New York) ist ein US-amerikanischer Jazzgitarrist, Komponist, Autor und Musikpädagoge.

## Leben und Wirken
Stowell, der elektrische und akustische Gitarre spielt, wuchs in Connecticut auf und hatte Unterricht bei Linc Chamberland und John Mehegan. 1976 begann die langjährige Zusammenarbeit mit dem Bassisten David Friesen in New York; 1983 gingen die beiden Musiker mit Paul Horn und dessen Sohn, dem Schlagzeuger Robin Horn auf eine Tournee durch die Sowjetunion. 1977 legte er das Debütalbum Golden Delicious vor; seine Begleiter waren Jim McNeely, Mike Richmond und Billy Hart.
Stowell ist außerdem als Musikpädagoge tätig, hält Workshops in Deutschland (u. a. an den Jazz & Rock Schulen Freiburg und mit Frank Haunschild, mit dem er ein Duo-Album einspielte), in Indonesien, Argentinien sowie in den Vereinigten Staaten und Kanada. Ferner arbeitete er in verschiedenen Projekten mit Uwe Kropinski, Dave Liebman, Hiram Mutschler, Gérard Pansanel, Kelley Shannon und Nicolao Valiensi. Er war 1991 als stellvertretender Leiter des Oregon Public Broadcasting’s PDX Jazz Summit tätig; seit 1995 schreibt er Kolumnen für eine Reihe von Musikmagazinen, wie Downbeat, Guitar Player, Canadian Musician, Soundcheck und Guitar Club. 2005 legte er das Buch und die DVD Jazz Guitar Mastery vor. Stowell lebt in Portland (Oregon).
John Stowell spielt einen Single-Note-Stil/Single-Line-Stil, bei dem Melodien aus einzelnen Tönen entwickelt werden und nicht aus Akkordfolgen.

## Auszeichnungen
Stowells Album Through the Listening Glass mit David Friesen wurde vom Los Angeles Examiner zu einem der „zehn besten Alben der Dekade“ gewählt. 1978 bzw. 1979 wurde er Talent Deserving Wider Recognition des Downbeat’s International Critic’s Poll.

## Diskographische Hinweise
- Through the Listening Glass (Inner City, 1978) mit David Friesen
- Somewhere (Semaphore, 1985)
- Picture in Black and White  (Acoustic Music, 1996) mit Uwe Kropinski
- The Banff Sessions (Origin, 1998) mit Dave Liebman
- Listen to This (acoustic music, 2004) mit Frank Haunschild
- Resonance (Origin, 2005) solo
- Summer Nights (Jardis, 2005) mit Kelley Shannon
- Swan Tones, Vol. 1 (Soloway, 2005)
- Solitary Tales (Origin, 2008) solo
- Shot Through with Beauty (Origin, 2011) mit Michael Zilber, John Shifflet, Jason Lewis
- Rinnova (Origin, 2011)
- John Stowell/Dave Liebman: Blue Rose (Origin, 2013)
- John Stowell & Manfred Junker Here at Last (Factory Outlet Records, 2014)